# Rue Duphot (Paris)
Pour les articles homonymes, voir Duphot.
La rue Duphot est une voie des 1er et 8e arrondissements de Paris, en France.

## Situation et accès
Orientée approximativement nord-sud, longue de 190 mètres, elle commence au 382, rue Saint-Honoré et se termine au 23, boulevard de la Madeleine. Elle est à sens unique, dans le sens nord-sud.
Le quartier est desservi par les lignes 8 et 12 aux stations Concorde et Madeleine.

## Origine du nom

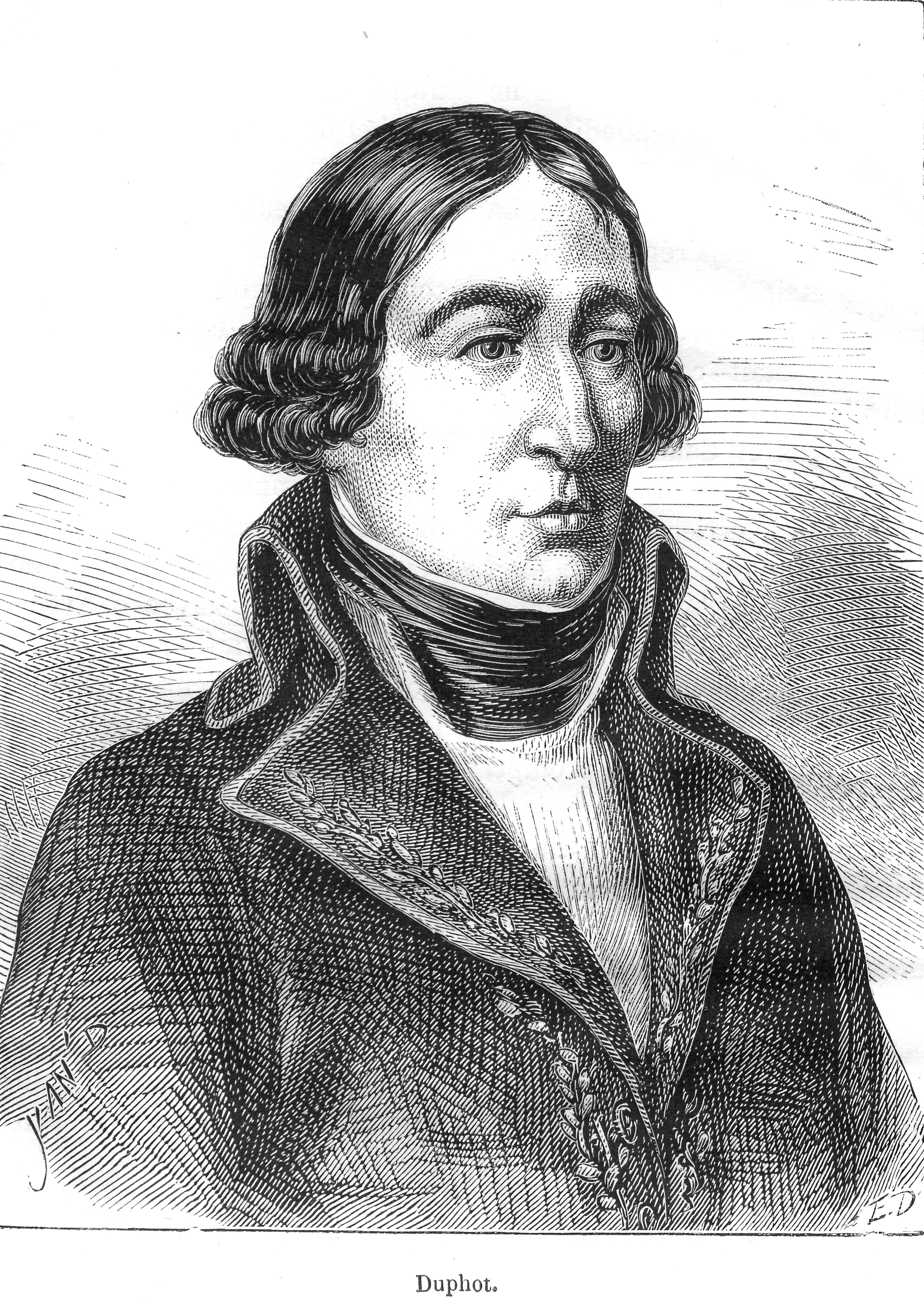
Léonard Duphot.

Elle porte le nom du général de la Révolution française Léonard Duphot (1770-1797).

## Historique
Cette rue a été ouverte sous sa dénomination actuelle, par un décret ministériel en date du 19 septembre 1807, à l'emplacement du couvent des Filles de la Conception dont l'origine remonte à l'année 1635. Cette communauté fut supprimée en 1790. Les bâtiments et terrains qui la composaient devinrent propriétés nationales et furent vendus le 5 fructidor an IV (22 août 1796).
La rue Duphot et la rue Richepanse renommée en 2001 rue du Chevalier-de-Saint-George  situées sur ces terrains sont ouvertes en 1807,

## Bâtiments remarquables et lieux de mémoire

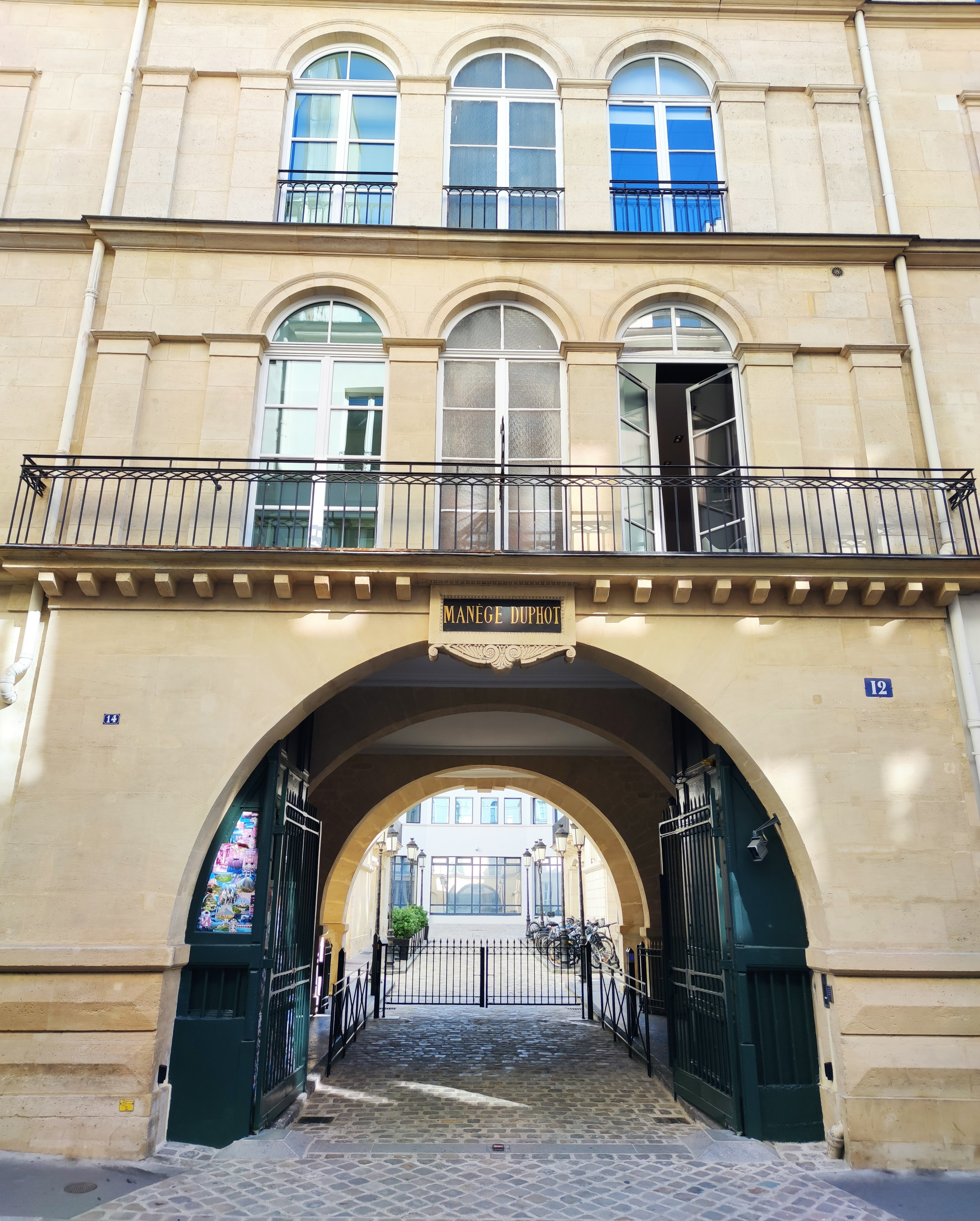
No 12.

- Le maréchal Jean Mathieu Philibert Sérurier, gouverneur des Invalides, s'y est éteint le 21 décembre 1819, dans son hôtel particulier[1].
- Nos 6-8 : hôtel Burgundy Paris (5 étoiles).
- No 12 : anciennement, porche d'entrée du manège d'équitation Duphot (1860 à 1914)[2],[3].
- No 13 : le général Adolphe Marbot y habitait en 1836.
- No 16 : en 1894 se trouvait au rez-de-chaussée, l'atelier de prises de vues photographiques des studios Sartony (Sartony's).
- No 20 et  nos 17 à 25, boulevard de la Madeleine : emplacement des anciens grands magasins « Aux Trois Quartiers »[4].
- No 24 : atelier du relieur Gilles Louis Deforge.

## La rue dans la littérature
- Dans Les Employés ou la Femme supérieure de Balzac, Rabourdin habite « rue Duphot, au second, dans un appartement de cent louis ».

## Pour approfondir